# Madarounfa
Madarounfa – miasto w południowym Nigrze, w Regionie Maradi. Według danych na rok 2012 liczyło 12 220 mieszkańców.